# ITTF Pro Tour
De ITTF Pro Tour is een sinds 1996 jaarlijks door de ITTF georganiseerde serie tafeltennistoernooien. Behalve prijzengeld, verdienen de spelers per ronde dat ze verder komen kwalificatiepunten. Aan het eind van het seizoen bepalen de tafeltennissers en tafeltennissters die de meeste punten haalden dat jaar per discipline de winnaar van de ITTF Pro Tour tijdens een beslissend eindtoernooi, in de ITTF Pro Tour Grand Finals.
Er wordt jaarlijks in vier disciplines gestreden om ITTF Pro Tour-titels, namelijk mannen enkelspel, vrouwen enkelspel, mannen dubbelspel en vrouwen dubbelspel.

## Winnaars Grand Finals

### Mannen enkelspel
| - 1996: Kong Linghui - 1997: Vladimir Samsonov - 1998: Wang Liqin - 1999: Liu Guozheng - 2000: Wang Liqin - 2001: Ma Lin - 2002: Chuang Chih-yuan - 2003: Wang Hao - 2004: Wang Liqin - 2005: Timo Boll | - 2006: Wang Hao - 2007: Ma Lin - 2008: Ma Long - 2009: Ma Long - 2010: Jun Mizutani - 2011: Ma Long - 2012: Xu Xin - 2013: Xu Xin - 2014: Jun Mizutani - 2015: Ma Long |

### Vrouwen enkelspel
| - 1996: Deng Yaping - 1997: Li Ju - 1998: Wang Nan - 1999: Chen Jing - 2000: Zhang Yining - 2001: Wang Nan - 2002: Zhang Yining - 2003: Niu Jianfeng - 2004: Guo Yue - 2005: Zhang Yining | - 2006: Zhang Yining - 2007: Li Xiaoxia - 2008: Guo Yan - 2009: Guo Yan - 2010: Feng Tian Wei - 2011: Liu Shiwen - 2012: Liu Shiwen - 2013: Liu Shiwen - 2014: Kasumi Ishikawa - 2015: Ding Ning |

### Mannen dubbelspel
| - 1996: Wang Liqin/Yan Sen - 1997: Kong Linghui/Liu Guoliang - 1998: Wang Liqin/Yan Sen - 1999: Kong Linghui/Ma Lin - 2000: Wang Liqin/Yan Sen - 2001: Kim Taek-soo/Oh Sang-eun - 2002: Kong Linghui/Ma Lin - 2003: Ma Lin/Chen Qi - 2004: Ma Lin/Chen Qi - 2005: Timo Boll/Christian Süß | - 2006: Hao Shuai/Ma Long - 2007: Wang Liqin/Chen Qi - 2008: Gao Ning/Yang Zi - 2009: Timo Boll/Christian Süß - 2010: Jiang Tianyi/Tang Peng - 2011: Ma Lin/Zhang Jike - 2012: Gao Ning/Li Hu - 2013: Gao Ning/Li Hu - 2014: Cho Eon-Rae/Seo Hyun-Deok - 2015: Masataka Morizono/Yuya Oshima |

### Vrouwen dubbelspel
| - 1996: Deng Yaping/Yang Ying - 1997: Li Ju/Wang Nan - 1998: Li Ju/Wang Nan - 1999: Li Ju/Wang Nan - 2000: Sun Jin/Yang Ying - 2001: Lee Eun-sil/Ryu Ji-hae - 2002: Li Jia/Niu Jianfeng - 2003: Niu Jianfeng/Guo Yue - 2004: Zhang Yining/Wang Nan - 2005: Gao Jun/ Shen Yanfei | - 2006: Zhang Yining/Wang Nan - 2007: Guo Yue/Li Xiaoxia - 2008: Li Jia Wei/Sun Bei Bei - 2009: Ding Ning/Liu Shiwen - 2010: Kim Kyung-ah/Park Mi-young - 2011: Guo Yue/Li Xiaoxia - 2012: Feng Tian Wei/Yu Mengyu - 2013: Ding Ning/Li Xiaoxia - 2014: Miu Hirano/Mima Ito - 2015: Ding Ning/Zhu Yuling |

## Toernooien
De volgende toernooien hebben allen minimaal één jaar deel uitgemaakt van de ITTF Pro Tour:
| - Brazilië Open - Chili Open - China Open - Denemarken Open - Duitsland Open - Egypte Open - Engeland Open - Griekenland Open - India Open | - Italië Open - Japan Open - Korea Open - Koeweit Open - Kroatië Open - Maleisië Open - Nederland Open - Oostenrijk Open - Polen Open | - Qatar Open - Rusland Open - Servië Open - Singapore Open - Slovenië Open - Taiwan Open - Verenigde Staten (Amerika) Open - Zweden Open - Pro Tour Grand Finals |

## Geldprijzen
Hoewel de te winnen geldbedragen op de toernooien van de ITTF Pro Tour met de jaren onderhevig zijn aan verandering, volgen hier ter indicatie de prijzen voor toernooiwinnaars (bij de senioren) in het seizoen 2009. In het beloningsysteem gelden dezelfde geldpprijzen voor beide vrouwen- als voor beide mannendisciplines. Het aantal gewonnen dollars staat tevens voor het aantal gewonnen punten, waarmee spelers zich kunnen kwalificeren voor de Grand Finals aan het einde van een seizoen.
- Grand Finals:

Enkelspel - $40.000,-
Dubbelspel - $20.000,-
- China Open (juni):

Enkelspel mannen en vrouwen - $33.000,-
Dubbelspel mannen en vrouwen - $9.000,-
- Qatar Open:

Enkelspel - $30.000,-
Dubbelspel - $8.000,-
- Koeweit Open:

Zie Qatar Open
- China Open (augustus):

Enkelspel - $20.000,-
Dubbelspel - 5.000,-
- Japan Open:

Zie China Open
- Duitsland Open:

Zie China Open
- Engeland Open:

Zie China Open
- Slowakije Open:

Enkelspel - $16.000,-
Dubbelspel - $4.000,-
- Denemarken Open:

Zie Slowakije Open
- Korea Open:

Zie Slowakije Open
- Rusland Open:

Zie Slowakije Open
- Zweden Open:

Zie Slowakije Open
- Polen Open:

Zie Slowakije Open
- India Open:

Enkelspel - $4.400,-
Dubbelspel - $1.100,-
- Wit-Rusland Open:

Enkelspel - $3.600,-
Dubbelspel - $900,-
- Marokko Open:

Enkelspel - $1.440,-
Dubbelspel - $360,-

## Nederlandse deelnemers
De volgende Nederlandse tafeltennissers speelden ten minste één toernooi op de Pro Tour:
| Vrouwen: - Diana Bakker - Linda Creemers - Suzanne Dieker - Britt Eerland - Dong Li - Cathry Hof - Mirjam Hooman-Kloppenburg - Gerdie Keen - Li Jiao (Grands Finals in 2006, 2008 en 2010) - Li Jie (Grands Finals in 2008 en 2010) - Melisa Muller - Emily Noor - Carla Nouwen - Floor Tebbe - Jelena Timina - Yana Timina - Bettine Vriesekoop (Grands Finals in 1996) | Mannen: - Jelle Bosman - Chen Sung - Wai Lung Chung - Jörg de Cock - Jonah Kahn - Casper ter Lüün - Boris de Vries - Barry Wijers - Kalun Yu |